# غايب فريمان
غايب فريمان (بالإنجليزية: Gabe Freeman)‏ مواليد 5 نوفمبر 1985 في فينيكس، هو لاعب كرة سلة أمريكي. بدأ مسيرته الاحترافية في سنة 2007. يلعب في دوري كندا الوطني لكرة السلة. يحمل الرقم 25. يبلغ طوله 6 قدم 6 بوصة (2.0 م).

## المسيرة الاحترافية
لعب مع سان ميغيل بيرمن في سنة 2010، ثم لعب مع تاونسفيل كروكودايلز في الدوري الأسترالي في سنة 2010، ثم لعب مع لندن لايتنينج في سنة 2011.